# Distrito de San Pablo (Bellavista)
El distrito de San Pablo es uno de los seis que conforman la provincia de Bellavista, ubicada en el departamento de San Martín en el Norte del Perú.
Desde el punto de vista jerárquico de la Iglesia católica forma parte de la  Prelatura de Moyobamba, sufragánea de la Arquidiócesis de Trujillo.

## Geografía
La capital se encuentra situada 400 m s. n. m.